# Hjärnkompression
Hjärnkompression (eller inklämning) är en dödlig bieffekt av mycket högt intrakraniellt tryck som uppstår när hjärnan förskjuts i skallen. Hjärnan kan förskjutas över strukturer såsom hjärnskäran (falx cerebri), lillhjärnstaket (tentorium cerebelli), och även genom hålet som kallas stora nackhålet (foramen magnum) i skallbasen (genom vilken ryggmärgen ansluter till hjärnan).